# Dieter Grau (Schriftsteller)
Dieter Grau (* 19. März 1927 in Jakobsdorf bei Sensburg in Masuren; † 28. März 2018 in Bonn) war ein deutscher Schriftsteller.

## Leben

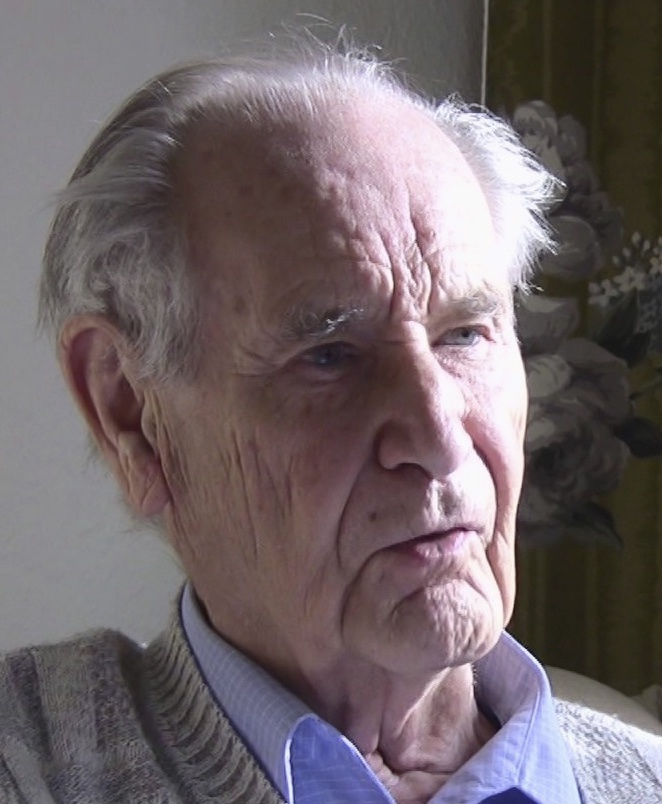
Dieter Grau (2013)

Grau war der Sohn des Lehrers Franz Grau aus dem ostpreußischen Stallupönen und dessen Frau Elfriede. Franz Grau erhielt seine erste Anstellung als Junglehrer in Jakobsdorf bei Sensburg (heute Mrągowo, Polen), wo Dieter Grau geboren wurde. 1929 übernahm Franz Grau die Volksschule in Bugdszen im Kreis Stallupönen, wo Dieter Grau aufwuchs und von seinem Vater unterrichtet wurde. Anschließend besuchte er das Stallupöner Gymnasium. Grau wurde 1943 als Flakhelfer eingezogen, wurde verwundet, geriet bei Schloss Ludwigslust in amerikanische Gefangenschaft und kam in ein britisches Lazarett in Hamburg. Sein Abitur legte er 1947 in Kappeln an der Schlei ab.
Grau studierte in Bonn Germanistik, Latein und Geschichte, promovierte über das Thema Das Mittagsgespenst (daemonium meridianum) und erhielt eine Anstellung im nordrhein-westfälischen Schuldienst, wo er bis 1990 am Ernst-Moritz-Arndt Gymnasium in Bonn unterrichtete.
Grau war Mitglied im Freien Deutschen Autorenverband, er war zweimal Preisträger bei Erzählwettbewerben des Ostdeutschen Kulturrats. Der Freie Deutsche Autorenverband stellte aus Anlass von Dichterjubiläen (Heinrich von Kleist, Christian Morgenstern) Texte aus seiner Feder ins Internet, ebenso einen Text zu Kafka. Seine Morgenstern-Präsentation wurde bei der Gedenkausstellung zum 100. Todestag von Christian Morgenstern auf der Bismarckhöhe in Werder/Havel ausgestellt. Er war seit 1955 verheiratet mit Ruth Grau und hatte drei Kinder.

## Werk
Grau ist vor allem durch seine selbst illustrierten Erzählbände Stallupöner Geschichten – Geschichten und Bilder aus dem Land zwischen Trakehnen und Rominten, Das Mädchen aus Suwalki und andere Erzählungen über Ostpreußen und Tanz in Masuren und andere Geschichten einem breiteren Publikum bekannt geworden.
In seinen Erzählungen hielt er die Landschaft Masurens und den mit ihr für einige Generationen verwobenen ostpreußischen Menschenschlag, seine Lebensweise und Mundart lebendig.
- Stallupöner Geschichten, 1990, Husum Verlag, ISBN 3-88042-477-2
- Das Mädchen aus Suwalki, 1996, Husum Verlag, ISBN 3-88042-706-2
- Tanz in Masuren, 2005, Husum Verlag, ISBN 978-3-89876-228-1
- Zwischen Kreide und Computer, 2001, Husum Verlag, ISBN 9783880429888
- Spurensuche, in: Mehrstimmig, 2003, Pandion-Verlag, ISBN 3-934524-46-X
- Die Kreuzfahrt, in: Autoren-Werkstatt 86, 2003, R.G.Fischer-Verlag, ISBN 3-8301-0441-3
- Witwentraining, 2007, ISBN 978-3-8334-8150-5
- Quick-Quick-Slow, 2009, ISBN 978-3-8391-7336-7
- Der Hahn, 2012, ISBN 978-3-8448-3607-3
- Es saß einst Susanne im Bade, 2008, ISBN 978-3-8370-4923-7
- Von „Apfel-Ballade bis Zahn-Elegie“, ISBN 9783741256783

- Das Mittagsgespenst (Daemonium meridianum), Untersuchungen über seine Herkunft, Verbreitung  und seine Erforschung in der europäischen Volkskunde. Siegburg: F. Schmitt. Diss. Bonn 1966.